# Лапа (филм)
„Лапа“ (на датски: Paw), споменава се също и като „Момче от два свята“ (на английски: Boy of Two Worlds), е датски драматичен филм от 1959 година.

## Сюжет
Младо момче, плод на любовта между датчанин и жена от тропически остров от Карибите, е принудено да живее с леля си, сестра на баща му в Дания, след смъртта на родителите си. Цвета на кожата му веднага се превръща в проблем. Афектиран от този факт, както и от нелепата смърт на родителите му, той решава да избяга и да заживее в гората.

## В ролите
- Едвин Адолфсон като Андерс
- Джими Стерман като Пау
- Асбьорн Андерсен като земевладелеца
- Ниня Толструп като Ивоне
- Хелге Кяерулф-Шмидт като учителя
- Карен Ликехус като госпожа Бо
- Пребен Неергаард като морския офицер
- Карл Стегер като камериера Хансен
- Ебба Амфелдт като госпожа Хансен
- Свенд Биле като чичо Пот
- Его Брьонум-Якобсен като мъжа в стрелбището
- Могенс Хермансен като собственика на стрелбището
- Грете Хьохолдт като Ингер, дъщерята на полицая
- Фин Ласен като момчето от сиропиталището

## Награди и номинации
- Специална награда от наградите Бодил за операторска работа на Хенинг Бендтсен от 1960 година.
- Награда OCIC за Астрид Хенинг-Йенсен от Международния кинофестивал в Кан, Франция през 1960 година.
- Номинация за Оскар за най-добър чуждоезичен филм от 1960 година.
- Номинация за Златна палма за най-добър филм от Международния кинофестивал в Кан, Франция през 1960 година.[2]